# 呉暁軍
呉 暁軍（ご ぎょうぐん、1966年1月 - ）は、中華人民共和国の官僚、政治家。現職は中国共産党青海省委員会書記、青海省人民政府省長。

## 経歴
1966年1月、江西省泰和県で生まれる。1984年、江西大学（現在の南昌大学）経済学系政治経済学科に入学した。
1986年5月に中国共産党入党。1988年に江西省経済信息中心へ入局した。1992年10月、江西省計画委員会に転入。1994年5月に江西省人民政府弁公庁へ入庁した。2003年5月、副主任に昇格。2006年8月、鷹潭市党委員会常務委員、副市長に就任。2010年6月、江西省発展と改革委員会副主任に就任。2013年4月、江西省工業と信息化委員会主任に就任。2014年10月、江西省発展と改革委員会主任に就任。2017年3月には江西省人民政府副省長を兼務する。2019年9月、江西省党委員会常務委員に選出。2020年3月、南昌市党委書記を兼務。
2021年4月、党務に転じて青海省に赴任し、青海省党委員会副書記に就任した。翌年3月には青海省人民政府省長を兼任。2024年12月31日、青海省党委員会書記に昇格。